# Vanilla moonii
Vanilla moonii är en orkidéart som beskrevs av George Henry Kendrick Thwaites. Vanilla moonii ingår i släktet Vanilla och familjen orkidéer. Inga underarter finns listade i Catalogue of Life.